# Porches
Porches ist eine Kleinstadt und eine Gemeinde an der Algarve im Süden Portugals. Sie ist insbesondere für ihre Strände und ihre Tonerzeugnisse bekannt.

## Geschichte
Die Spuren menschlicher Besiedlung gehen hier zurück bis in die Jungsteinzeit. Später lebten Römer hier. 
Im Jahr 1253 wurde Porches bereits als Kleinstadt und Sitz eines eigenen Verwaltungskreises geführt und besaß eine Festung.
Später siedelten die Bewohner weiter weg von der Küste. Die ursprüngliche Siedlung blieb als Porches Velho zurück, während die wachsende neue Siedlung den Namen Porches übernahm und im 16. Jahrhundert eine eigenständige Gemeinde wurde, die auch die alte Siedlung umfasste.
Seit den 1960er und 1970er Jahren zog der Massentourismus an der Algarve ein, was auch die Gemeinde Porches wachsen ließ. Am 19. April 2001 wurde Porches zur Kleinstadt (Vila) erhoben.

## Verwaltung
Porches ist Sitz einer gleichnamigen Gemeinde (Freguesia) im Kreis Lagoa im Distrikt Faro. Auf einer Fläche von 16 km² leben hier 2250 Einwohner (Stand 19. April 2021).
Folgende Ortschaften liegen im Gemeindegebiet:
| - Aldeamento Porches - Alporcinhos - Alqueives - Areias de Porches - Cabeços - Crastos - Monte Alto - Nossa Senhora da Rocha - Porches | - Porches Velho - Quinta dos Mochos - Sobral - Urbanização Aldeia do Moínho - Urbanização Ramalheiro - Vale das Fontes - Vale das Lousas - Vale de Olival |